# Мумбаи
Мумба́и, также Мумба́й (маратхи и хинди मुंबई, англ. Mumbai), до 1995 года — Бомбе́й (маратхи बाँम्बे, англ. Bombay) — город на западе Индии, на побережье Аравийского моря. Столица штата Махараштра. Население — 12 422 373 человека по состоянию на 2011 год. Крупнейший город Индии по численности населения.
В понятие города включают т. н. муниципальную корпорацию Мумбаи, в состав которой входят два округа штата Махараштра: собственно «Мумбаи» (157 км²), а также округ «Мумбаи (пригородный)» (446 км²), всего 603 км². Вместе с городами-спутниками образует городскую агломерацию с населением в 28,9 млн чел.
Расположен на высоте 10 метров над уровнем моря. Плотность населения составляет 21 665 чел./км² (по плотности город занимает второе место в мире после Манилы), около 1/2 населения — маратхи, около 1/4 — гуджаратцы. Собственно город занимает остров Бомбей и южную часть острова Сальсетт, которые связаны между собой мостами и дамбами.
Мумбаи — крупный узел международных путей сообщения. Город имеет глубокую естественную гавань, являясь самым большим портом на западе Индии. Через пассажирский терминал проходит около половины пассажирского потока Индии. Мумбаи — один из важнейших экономических и культурных центров Индии; представляет собой город больших контрастов, где роскошь и богатство соседствует с нищетой. Современные кварталы соседствуют с трущобами — северными районами города, которые считаются рассадниками различных болезней.
По сравнению с другими городами Индии Мумбаи отличается сравнительно высоким уровнем жизни и высокой деловой активностью. Возможности трудоустройства привлекают в город рабочую силу как из самой Индии, так и из всей Южной Азии.

## Происхождение названия города
Название города Мумбаи происходит от «Мумб» — имени местной индусской богини Мумба Деви, и слова аи, что значит «мать» на языке маратхи.
Существует мнение, что название «Бомбаин», которое дали городу в XVI веке португальцы, якобы происходит от слов, означающих «хороший залив», однако современные исследования это опровергают.
При британском владении слово англизировалось в Бомбей. Название было официально изменено на Мумбаи в 1995 году. Прежнее название всё ещё используется жителями города и известными институтами, а также популярно на Западе.

## Географическое расположение

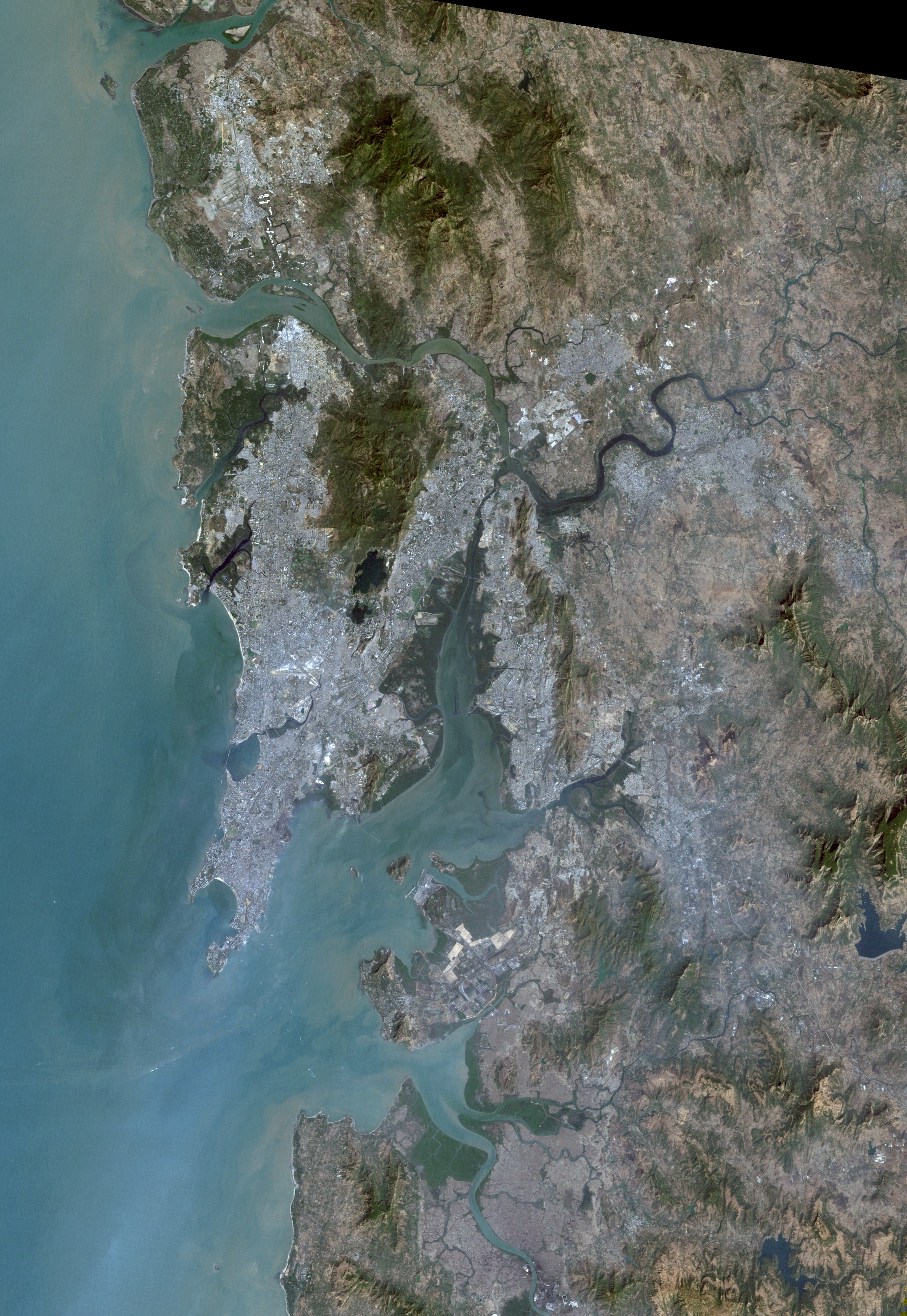
Мумбаи и его окрестности, космический снимок LandSat-5, 30 января 2011

Мумбаи расположен в устье реки Улхас, занимая острова Бомбей, Солсетт и прилегающее побережье. Большая часть Мумбаи расположена на высотах от 10 до 15 метров над уровнем моря. Северная часть Мумбаи является холмистой, самая высокая точка города находится на высоте 450 метров над уровнем моря. Площадь города составляет 603,4 км².
В границах города имеются озёра: Тулси (англ. Tulsi), Вихар, Поваи. Первые два, расположенные в национальном парке Санджай-Гандхи, снабжают часть города питьевой водой. В Мумбаи протекают три речки, берущие начало в национальном парке. В границах города имеются мангровые болота. Береговая линия города изрезана многочисленными ручьями и заливами. Почва в городе в основном песчаная из-за близости моря, в пригородах аллювиальная, глинистая. Скальные породы относятся к чёрным базальтам. Мумбаи находится в зоне сейсмической активности.

## Климатические условия

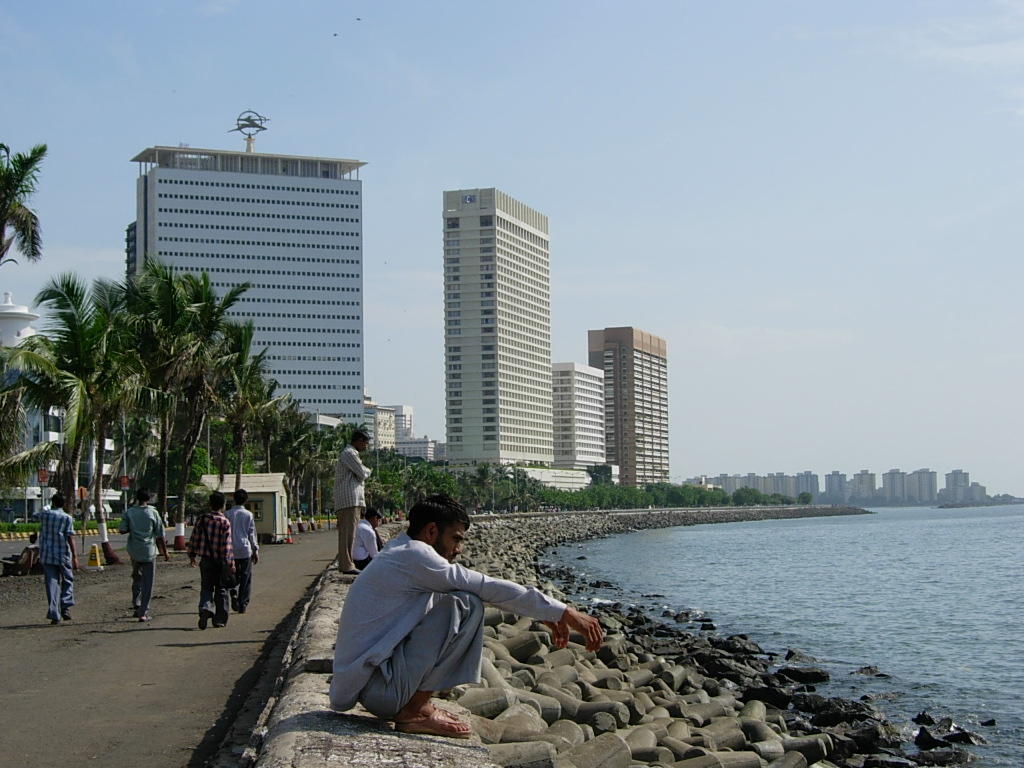
Побережье моря в черте города

Климат Мумбаи субэкваториальный. Выражены два сезона: сезон дождей и сухой сезон. Сезон дождей длится с июня по октябрь, особенно интенсивные муссонные дожди идут с июня по сентябрь, вызывая в городе повышенную влажность. Средняя температура около 30 °C, колебание температуры от 11 °C до 38 °C.
Количество ежегодно выпадающих осадков 2200 мм. Особенно много осадков выпало в 1954 году — 3451,6 мм. Сухой сезон с декабря по май характеризуется умеренной влажностью.
За счёт преобладания холодного северного ветра январь и февраль являются наиболее холодными месяцами.
| Показатель                                     | Янв. | Фев. | Март | Апр. | Май  | Июнь  | Июль  | Авг.  | Сен.  | Окт. | Нояб. | Дек. | Год    |
| ---------------------------------------------- | ---- | ---- | ---- | ---- | ---- | ----- | ----- | ----- | ----- | ---- | ----- | ---- | ------ |
| Абсолютный максимум, °C                        | 40,0 | 39,1 | 41,3 | 41,0 | 41,0 | 39,0  | 34,0  | 34,0  | 36,0  | 38,9 | 38,3  | 37,8 | 41,3   |
| Средний суточный максимум, °C                  | 31,1 | 31,4 | 32,8 | 33,2 | 33,6 | 32,3  | 30,3  | 30,0  | 30,8  | 33,4 | 33,6  | 32,3 | 32,1   |
| Средняя температура, °C                        | 23,8 | 24,7 | 27,1 | 28,8 | 30,2 | 29,3  | 27,9  | 27,5  | 27,6  | 28,4 | 27,1  | 25,0 | 27,3   |
| Средний суточный минимум, °C                   | 18,4 | 19,4 | 22,1 | 24,7 | 27,1 | 27,0  | 26,1  | 25,6  | 25,2  | 24,3 | 22,0  | 19,6 | 23,5   |
| Абсолютный минимум, °C                         | 8,9  | 8,5  | 12,7 | 19,0 | 22,5 | 20,0  | 21,2  | 22,0  | 20,0  | 17,2 | 14,4  | 11,3 | 8,5    |
| Норма осадков, мм                              | 15,1 | 1,0  | 0,1  | 0,5  | 20,6 | 504,2 | 819,4 | 546,8 | 325,2 | 81,1 | 11,3  | 4,1  | 2431,2 |
| Температура воды, °C                           | 26   | 25   | 26   | 27   | 29   | 29    | 29    | 28    | 28    | 29   | 28    | 26   | 28     |
| Источник: Погода и Климат, World Climate Guide |      |      |      |      |      |       |       |       |       |      |       |      |        |

## История

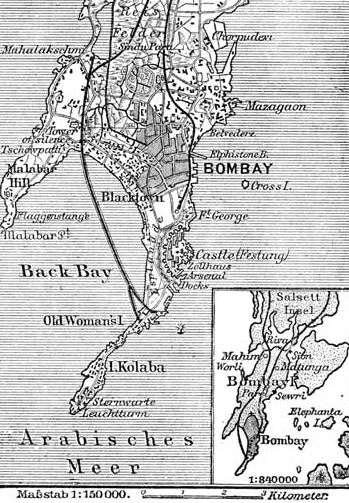
Карта города. 1888 год

Археологические находки в северной части Мумбаи указывают на то, что эти острова были населены уже в каменном веке. В III веке до н. э. острова были частью империи Магадха и государства, управляемого императором Ашокой. К северу от Мумбаи в древности располагался город Сопара (Шурапака), важнейший торговый и военный порт с III века до н. э. по X век. Область за Сопарой (острова Мумбаи) упомянул Птолемей. Позже индусские правители династии Силхара владели островами до 1343 года, когда они перешли к султанам Гуджарата. В это время Мумбаи первоначально располагался на семи островах: Колаба (англ. Colaba), Малый Колаба (англ. Little Colaba), Мазагаон (англ. Mazagaon), Вадала (англ. Wadala), Махим (англ. Mahim), Парель (англ. Parel) и Матунга-Сион (англ. Matunga-Sion).
Некоторые из самых старых зданий архипелага: пещеры Элефанта и замковый комплекс Валкшвар датируются этим временем.
В 1534 году португальцы отторгли острова от Гуджаратского султаната во время правления султана Бахадур-шаха. С появлением португальцев началось обращение местного населения в католическую веру.
В 1661 году Португалия передала эти острова как приданое за португальскую принцессу Екатерину де Браганса, королю Англии Карлу II.
В 1668 году Карл II сдал острова в аренду английской Ост-Индской компании за сумму 10 фунтов золотом в год. Для захода больших торговых кораблей компания нуждалась в хорошей глубокой гавани. Гавань Мумбаи для этого подходила. Через некоторое время здесь возникла крупная торговая фактория и военный опорный пункт англичан.
Фактически современный Мумбаи был основан в 1672 году. Первым британским губернатором островов стал сэр Джордж Оксенден (англ. George Oxenden). В город стали привлекаться чиновники, строители, торговцы.
В 1687 году Ост-индская компания переместила свою штаб-квартиру в Бомбей из Сурата, где она находилась с 1618 года, получив разрешение от императора Джахангира устроить там факторию.
Население города быстро выросло с 10 000 жителей в 1661 году до 60 000 в 1675 году. Постепенно город превращался в основную базу английской колонизации Западной Индии. Он стал административным центром Бомбейского президентства (конец XVIII века — середина XIX века). Неудобное расположение города на островах приводило к заболачиванию местности. Это создавало трудности проживания в нём.
С 1817 года началась перестройка города, имеющая цель объединить острова в один город. Этот проект был закончен к 1845 при губернаторе Хорнби Велларде (англ. Hornby Vellard).
В губернаторство сэра Роберта Гранта (англ. Robert Grant, 1779—1838) с 1835 до 1838 года были построены дороги, связывающие Бомбей с континентом.
В 1851 году в Бомбее появилась первая хлопчатобумажная фабрика.

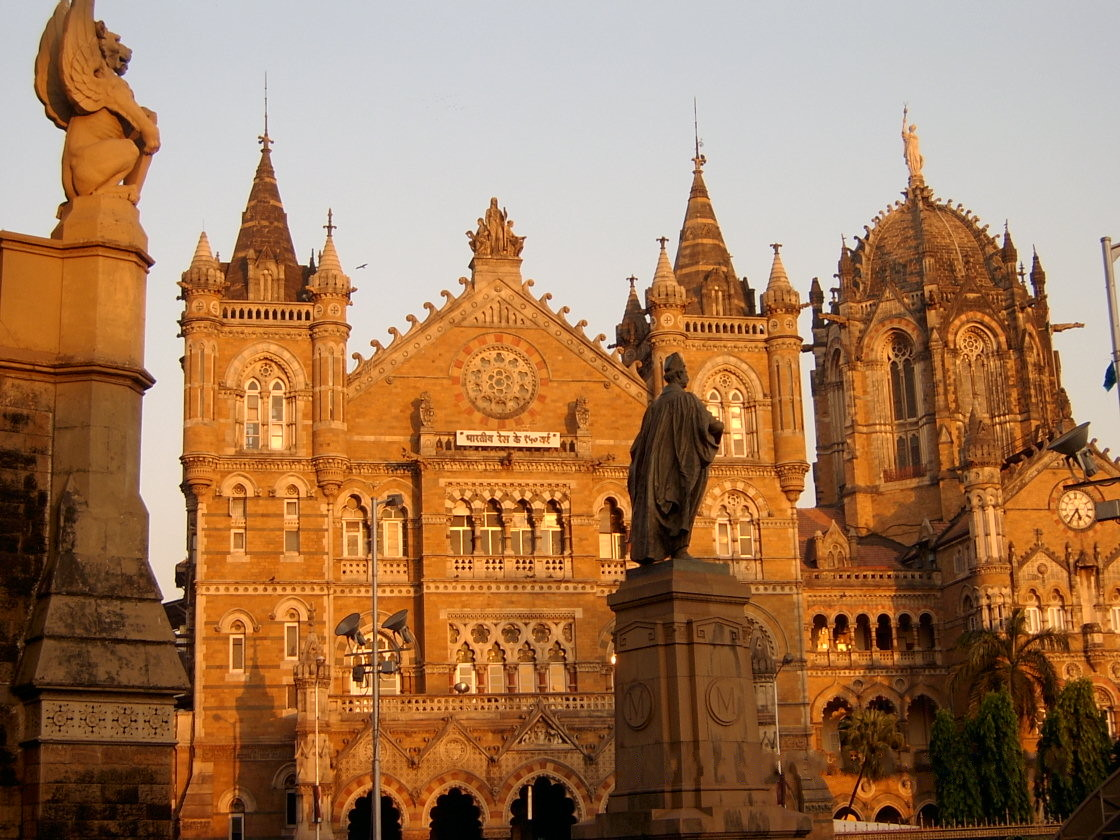
Вокзал Чхатрапати-Шиваджи — единственный в городе памятник Всемирного наследия

В апреле 1853 года была сдана в эксплуатацию 21-мильная первая железнодорожная линия Индии, соединившая Бомбей и Тхану. В последующие годы были построены железнодорожные линии, соединившие порт Бомбей с внутренними районами Гуджарата. По ним вывозился хлопок из внутренних районов Гуджарата для дальнейшей переработки в Англии. В Англии хлопок перерабатывался, получалась ткань, которая продавалась во многие страны мира, в том числе и в Индию.
Во время Гражданской войны в Америке, в 1861—1865 годах спрос на хлопок резко увеличился, и город стал всемирным центром по торговле хлопком. С ростом оборота хлопка, росло благосостояние лиц, связанных с его торговлей.
Открытие Суэцкого канала в 1869 году способствовало дальнейшему укреплению позиций Бомбея в торговле хлопком и превращению города в один из крупнейших портов Аравийского моря. Население города продолжало увеличиваться.
14 февраля 1900 года в Бомбее было открыто первое на территории Индии консульство Российской империи, которое возглавил Василий Клемм.
К 1906 году население города приблизилось к миллиону. Бомбей стал вторым городом по населению в Индии после Калькутты.
14 апреля 1944 года — взрыв парохода «Форт Стайкин» у причальной стенки в порту, жертвами которого стали более 1000 человек. Огромный материальный ущерб был нанесён как на суше (взрывом была уничтожена примерно одна квадратная миля городских кварталов, пожары удалось ликвидировать только спустя две недели), так и многочисленным судам в порту.
Во второй половине XIX века в Бомбее, впервые в Индии, стала возникать и формироваться национальная промышленность и крупная национальная торгово-промышленная буржуазия. Вместе с этим город становится центром рабочего движения Индии. Неоднократно проходили массовые выступления рабочих, моряков. Восстание военных моряков в феврале 1946 года в Бомбее привело к завоеванию Индией независимости (1947 год).
1993 год — серия взрывов, осуществлённых преступными группировками, в результате которых погибло около 250 человек.
2008 год — террористическая атака на город.

## Экономический потенциал
Мумбаи — один из крупнейших экономических центров страны. Около 10 % всех рабочих страны работает в этом городе. Город даёт 33 % поступлений подоходного налога и 60 % всех таможенных сборов. На Мумбаи приходится 40 % всей внешней торговли Индии. В Мумбаи расположено множество финансовых учреждений: Резервный банк Индии, главный офис Стейт банк оф Индия, Бомбейская фондовая биржа, Национальная фондовая биржа Индии, Монетный Двор. Крупные компании, такие как Tata Group, Godrej Group, Bajaj Group и многие другие, имеют свои штаб-квартиры в городе. Деловой центр расположен в южной части Мумбаи. Кроме индийских финансовых учреждений, в деловом центре располагаются различные зарубежные организации.
В городе развиты отрасли промышленности: хлопчатобумажная, нефтеперерабатывающая, химическая, машиностроение. Электроэнергию дают ГЭС, расположенные у подножия Западных Гат, ТЭС на острове Тромбей. Имеется атомная станция. До 1980-х годов экономика Мумбаи в значительной степени зависела от текстильной промышленности и морской торговли. Грузооборот порта Нава-Шева составлял 25 миллионов тонн. Через грузовой порт проходило 60 % всего импорта. После 80-х годов XX века в Мумбаи стали развиваться другие, более прогрессивные и высококвалифицированные отрасли, такие как: разработка и полировка алмазов, высокие информационные технологии, здравоохранение.
Служащие, работающие на государство, составляют значительную часть от всей рабочей силы города, но в то же время имеется много жителей, занимающихся низко и средне квалифицированным трудом: таксисты, лавочники, механики, ремонтники и другие.
Мумбаи является главным центром индустрии развлечений. Большинство телевизионных и спутниковых сетей Индии расположены в этом городе. Центр киноиндустрии Индии, т. н. Болливуд (англ. Bollywood), расположен в Мумбаи, где имеются и другие, менее известные киностудии.

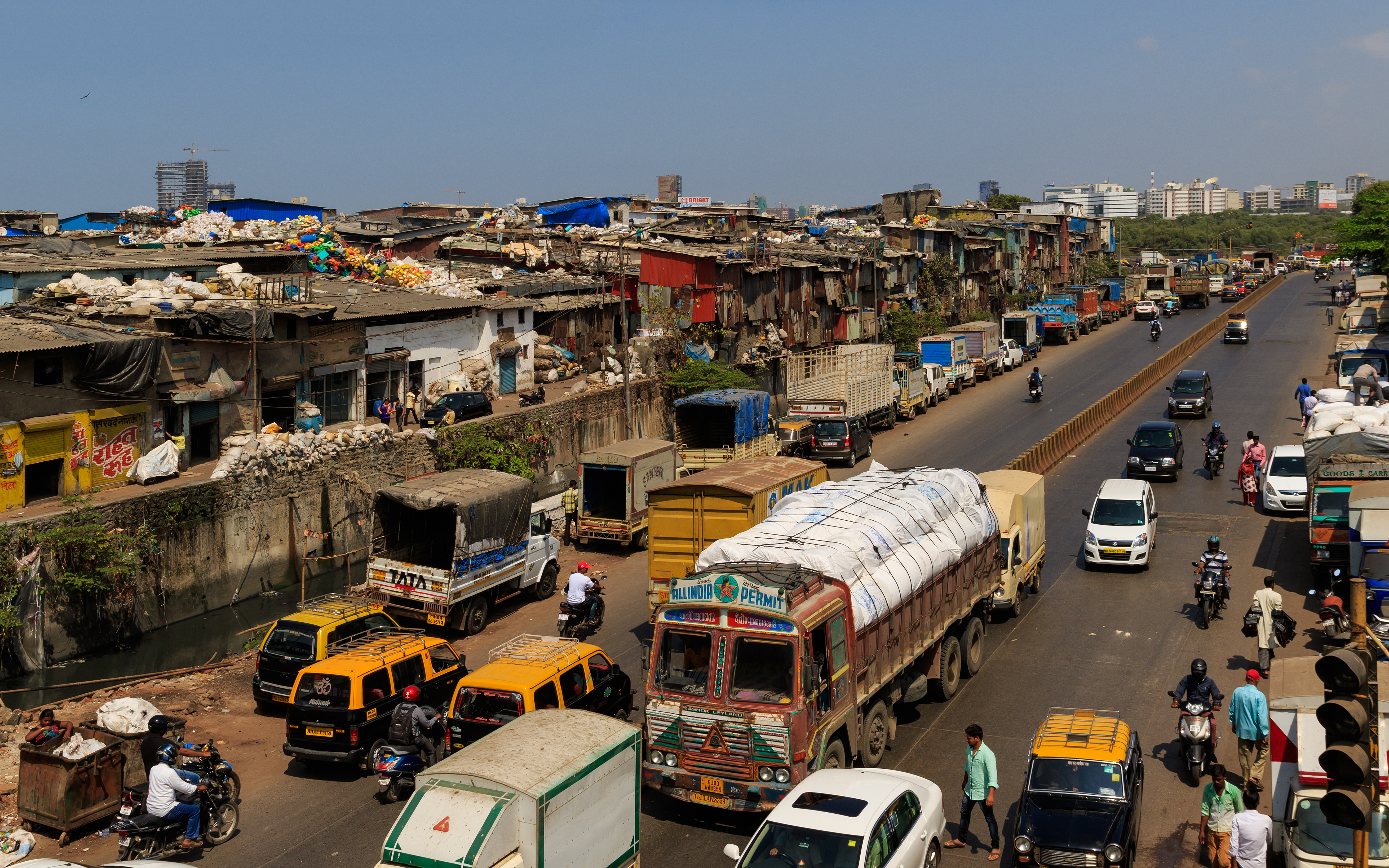
Уличное движение в Мумбаи

## Жилищно-коммунальное хозяйство
Муниципалитет снабжает город питьевой водой из озёр национального парка, занимается сбором мусора (78 000 метрических тонн в год).
Снабжение электричеством занимаются частные компании. Используется электроэнергия, вырабатываемая на атомных и гидростанциях.
В городе развита телефонная сеть и действуют сотовые операторы с большим охватом местности.

## Транспорт
- Международный аэропорт имени Чатрапати Шиваджи
- Мумбайский метрополитен

## Население
| Религии в Мумбаи                           | Религии в Мумбаи | Религии в Мумбаи | Религии в Мумбаи | Религии в Мумбаи |
| Религия                                    |                  |                  | Процент          |                  |
| ------------------------------------------ | ---------------- | ---------------- | ---------------- | ---------------- |
| индуизм                                    |                  |                  | 67.39 %          |                  |
| ислам                                      |                  |                  | 18.56 %          |                  |
| буддизм                                    |                  |                  | 5.22 %           |                  |
| христианство                               |                  |                  | 4.2 %            |                  |
| другие                                     |                  |                  | 4.63 %           |                  |
| Другие включают джайнизм, сикхизм и парсов |                  |                  |                  |                  |

Население Мумбаи более 17 миллионов человек. Соотношение женщин к мужчинам как 811 к 1000. Большее количество мужчин объясняется притоком в город на заработки мужского населения из сельской местности. Процент грамотности составляет 77 %, что выше среднего по стране. Среди мужчин грамотность составляет 82 %, среди женщин — 71,6 %. По религиозному признаку лица, исповедующие индуизм, составляют 68 % населения города, мусульмане — 17 %, христиане — 4 % и буддисты — 4 %. Кроме того, в городе живут последователи зороастризма, джайнизма, сикхизма и иудаизма, есть атеисты.
В Мумбаи используют разговорную форму хинди (смесь хинди, маратхи и английского языков), но официальным языком является маратхи. Среди рабочей интеллигенции популярен английский язык. В городе также можно услышать речь на бенгальском, тамильском, пенджабском, непальском языках, на языках маратхи, телугу, урду, гуджарати.

## Преступность среди населения
Преступность в Мумбаи, по меркам Индии, умеренная. В Мумбаи в 2004 году было зарегистрировано 27 577 случаев (в 2001 году — 30 991 случаев), имеет место снижение преступности за это время на 11 %. Главная тюрьма города — Артур Роад. 27 ноября 2008 года в Мумбаи начались беспорядки и цепь взрывов. Были жертвы.

## Городское управление
Мумбаи является столицей штата. Состоит из двух отдельных районов — города и предместья, которые также образуют два района в штате Махараштра.
Город управляется муниципальным советом, во главе с мэром, который выполняет чисто номинальные функции. Реальная исполнительная власть сосредоточена в руках комиссионера, назначаемого правительством штата.
Муниципальный городской совет отвечает за развитие города.
Мумбаи разделён на 23 городских района, во главе которых находится помощник комиссионера.

## Социальная и культурная жизнь города, архитектура, достопримечательности

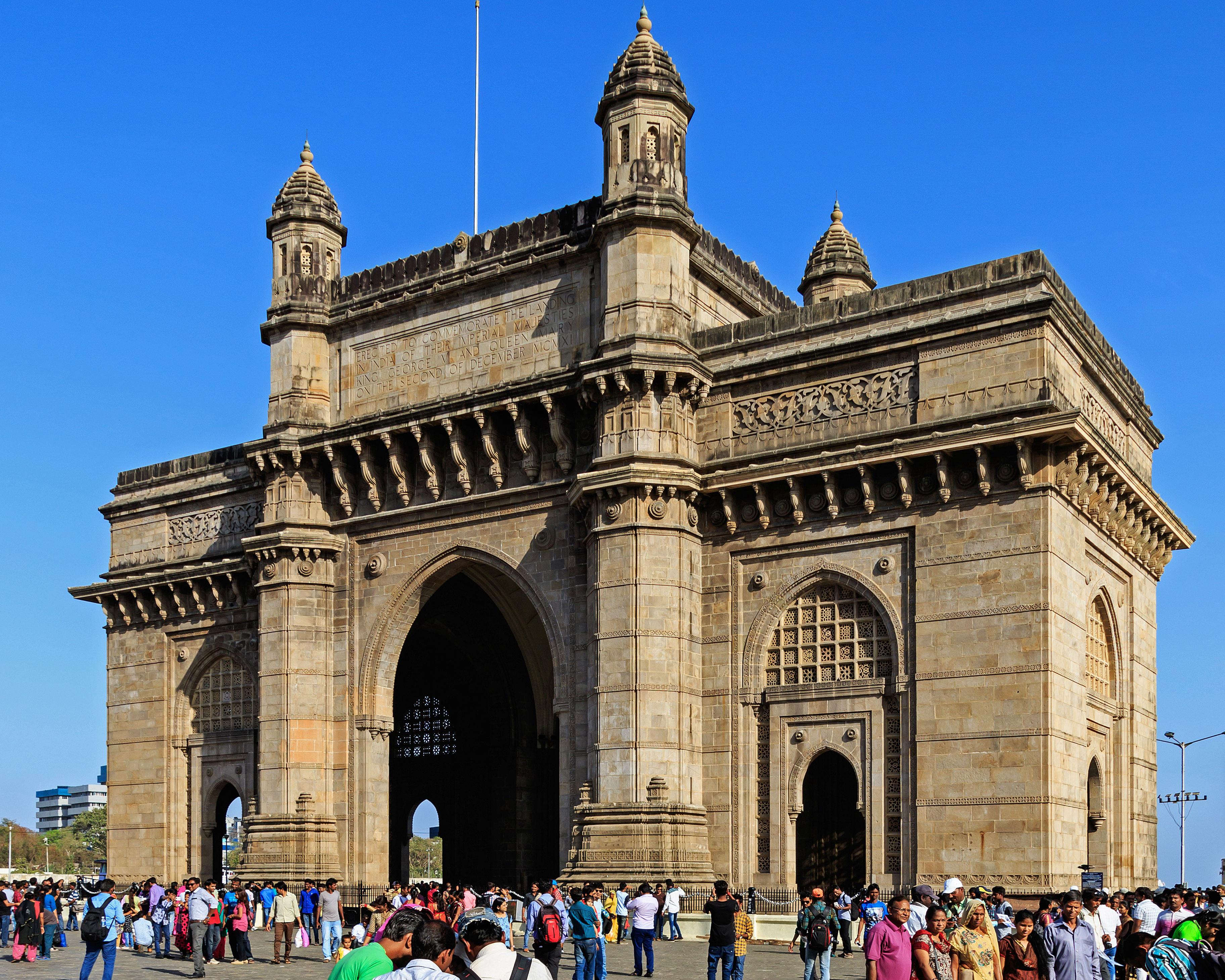
Ворота Индии

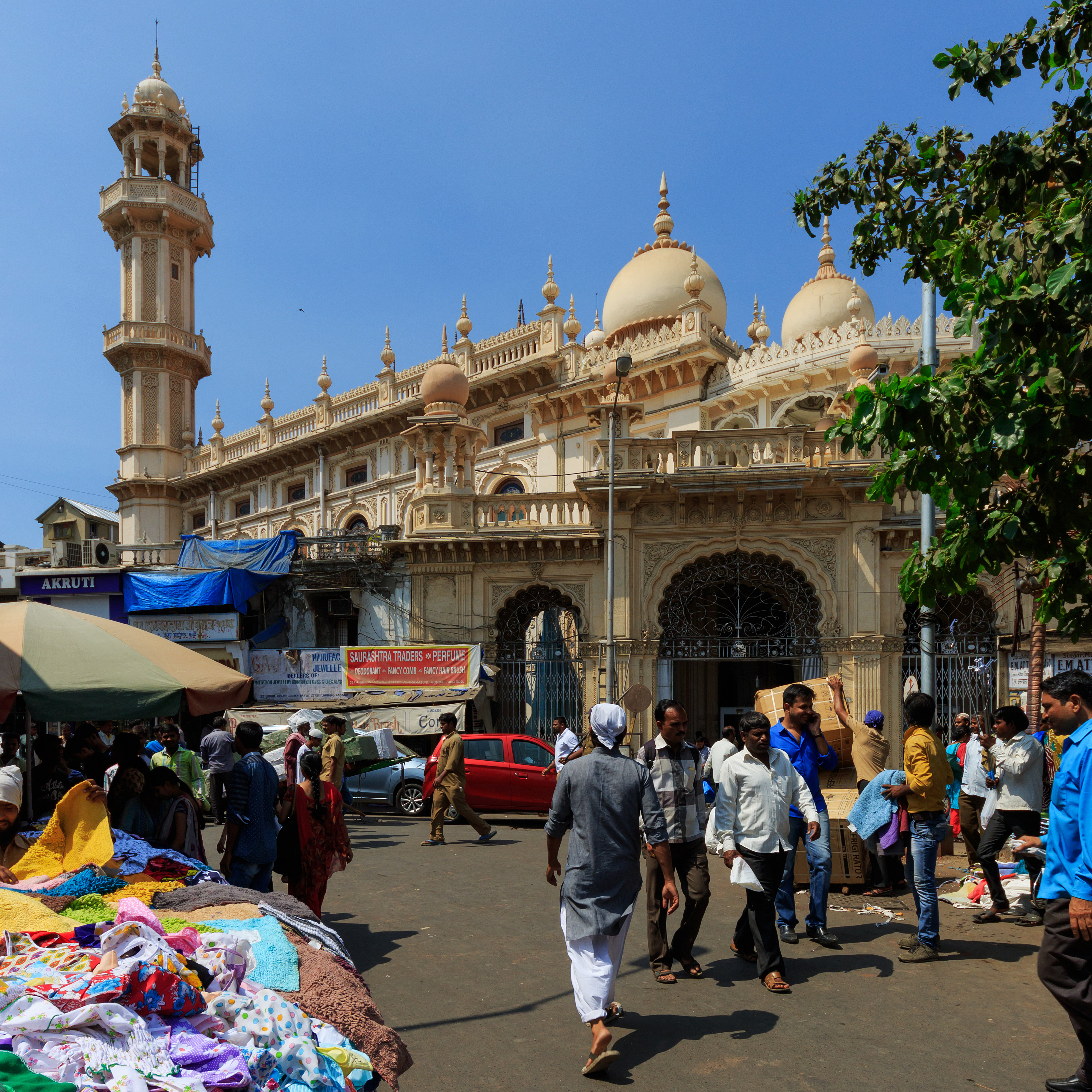
Мумбаи — город множества вероисповеданий. Джама-Масджид — самая старая и большая мечеть города

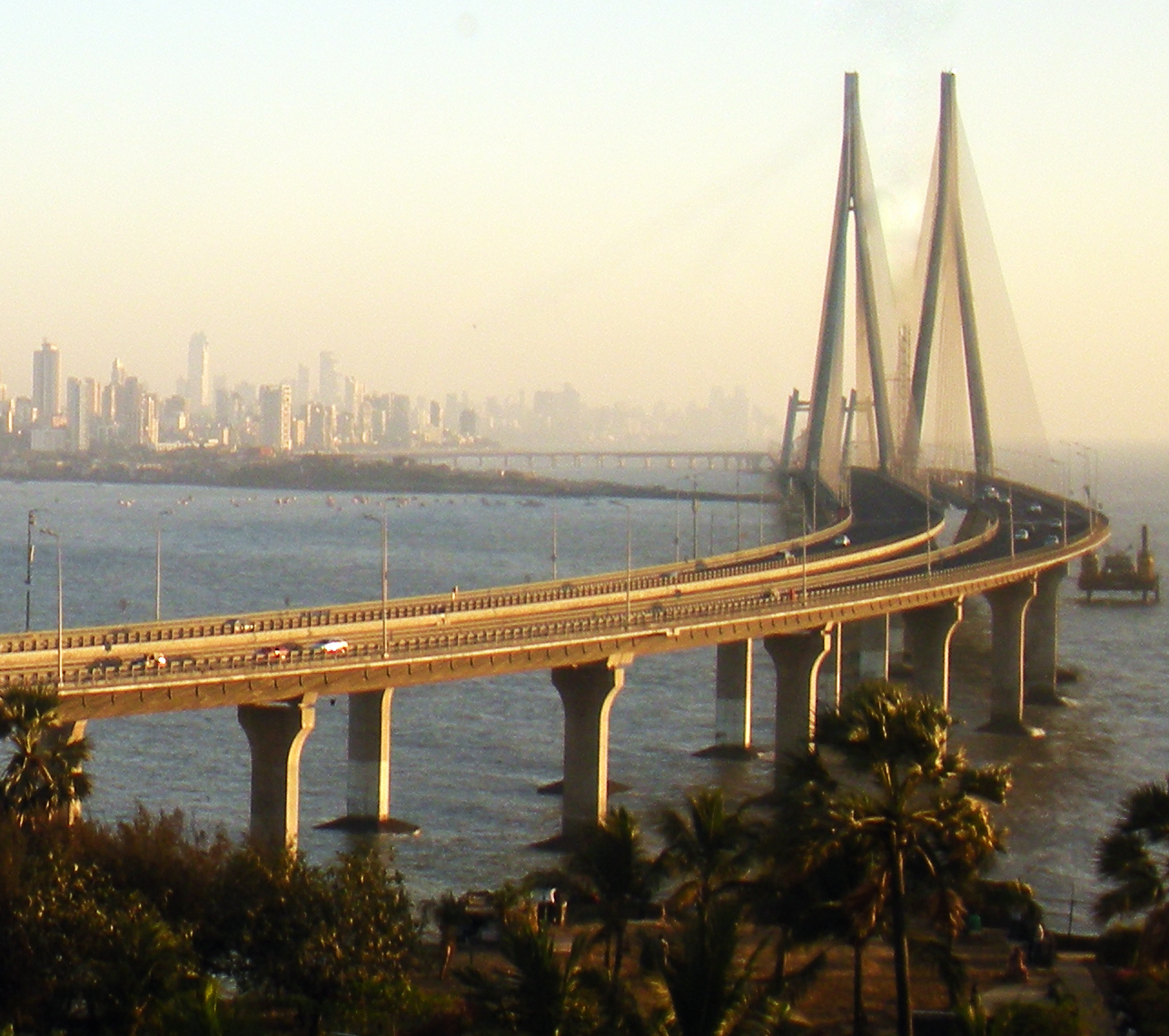
Морской мост Бандра — Ворли — Список самых длинных надводных мостов Индии

Мумбаи является одним из самых космополитических городов Индии. В городе уживаются европейские и азиатские культурные традиции. Проходит много праздников и фестивалей различных этнических групп и религий. Население города принимает в них широкое участие, часто независимо от вероисповедания.
В Мумбаи развита собственная придорожная сеть быстрого питания: «Вада павс» и «Бхелпури».
В городе много приверженцев китайской и южноиндийской кухни. Город представляет собой смесь международных и индийских вкусов в области музыки, кулинарии, искусства.
В 2004 году Мумбаи получил три награды от ЮНЕСКО за сохранения национальных традиций.
Мумбаи — место рождения индийского кино, Первый фильм вышел в 1896 году. В городе находится большое количество кинотеатров, включая самый крупный в Азии — «IMAX» кинотеатр, в котором показывают новые фильмы Болливуда и Голливуда.
Помимо кино в городе проводится много выставок, в театрах ставится много пьес.
В городе имеются художественные галереи: галерея «Джеханджир», национальная галерея современного искусства, Музей принца Уэльского, и другие.
В Мумбаи находится единственный в Индии симфонический оркестр (The Bombay Chamber Orchestra), существующий на постоянной основе.
Общественная библиотека, самая старая в городе, это библиотека Азиатского Общества, она построена в 1833 году.
Бомбей активно застраивался в период господства англичан, во второй половине XIX и XX веков. Его планировка и застройка сохраняет черты колониального господства и социального неравенства. Много построек в духе английской неоклассики и неоготики, а также подражаний индийской архитектуре XV—XVIII веков (Ворота Индии, Музей принца Уэльского). В городе построено много зданий в европейском и американском стилях. В старом деловом квартале находится армянская церковь Св. Петра (XVIII век).
Центр города, вокруг которого формировался Бомбей (Мумбаи) — бывшая английская крепость, форт, расположенный в юго-восточной части острова Бомбей. Район имеет правильную планировку, широкие улицы, много зелени. На территории форта находятся правительственные учреждения, банки, магазины, университет (1857), конторы торгово-промышленных компаний.
К северу от форта расположены беспорядочно застроенные жилые кварталы (нижние этажи домов заняты лавочками и мастерскими) бывшего «Чёрного города». Вдоль восточного берега острова тянутся склады, доки, причалы; сюда же подходят ветви обеих железных дорог, связывающих Бомбей с материком. Вдоль западного побережья острова — богатые кварталы (виллы, резиденция губернатора); в районе Малабар-Хилл — парк «Висячий сад». На острове у западного берега расположен один из символов Мумбаи — Мечеть Хаджи Али.
Полукруглое шоссе Марин-драйв огибает бухту Бэк-Бей на юге острова. В 8 км от Бомбея — остров Гхарапури с пещерными храмами (восходят к VIII веку); в крупнейшем из них — гигантский бюст трёхликого Шивы (высотой около 6 м; VIII век) и рельефы.
Город расширяется в сторону острова Солсетт, и официальная городская территория (с 1950 года) протянулась с юга на север, от форта до города Тханы. В северной части Бомбея находятся атомный научно-исследовательский центр Тромбей, технологический институт (1961—1966), построен с помощью СССР), нефтеперегонный, химический, машиностроительный заводы, ТЭС.
В городе объявлено строительство второго по высоте здания в мире, Башни Индия. Это здание планировалось завершить к 2016 году, но с 16 октября 2016 года строительство не ведётся.

## Образование
В Мумбаи имеются общественные и частные школы. Частные школы строят свою политику на более качественном образовании и дают хорошие знания английского языка. В общественных школах обучаются дети бедняков, которые не могут оплатить обучение в частных школах.
После десяти лет обучения (среднее образование), учащиеся 2 года учатся в колледжах по четырём направлениям:
искусство, торговля, наука и законодательство. Это сопровождается курсом профессиональной подготовки. Большинство профессиональных колледжей в Мумбаи присоединены к Мумбайскому университету (одному из крупнейших университетов мира). Также в Мумбаи действует развитая система высшего университетского образования и университетской науки. Вузы Мумбаи считаются одними из лучших как в Индии, так и во всей Азии.
Среди них:
- Индийский технологический институт — ведущий технологический и инженерный вуз страны и один из главных научно-исследовательских центров мира;
- Женский университет[англ.];
- Национальный инженерно-промышленный институт[англ.];
- Институт фундаментальных исследований Тата.

## СМИ
В Мумбаи издаются газеты на английском («The Times of India», «Миддей», «Афтонун», «Эйша Эйдж», «Экономик Таймс», «Индиан Экспресс»), бенгальском и тамильском языках; на языках маратхи и хинди.
В городе работают телевизионные каналы (более ста на разных языках), радиостанции (8 станций вещают в FM-диапазоне и 3 — в АМ).

## Спорт
Крикет — самый популярный вид спорта в городе, в него играют многие жители. Город имеет два международных стадиона для игры в крикет — «Ванкхид» и «Брабурн». Футбол — второй по популярности вид спорта. Ежегодно проводится Мумбайский марафон.
В городе культивируются хоккей на траве, теннис, бадминтон, бильярд, гольф, настольный теннис, регби. Развит конный спорт, устраиваются дерби. Волейбол и баскетбол развиваются главным образом в школах.

## Города-побратимы
- Лондон, Великобритания
- Лос-Анджелес, США
- Иокогама, Япония
- Штутгарт, Германия
- Санкт-Петербург, Россия (c 1963 года)
- Нижний Новгород, Россия (с 2006 года)
- Берлин, Германия
- Измир[29], Турция